# Drepanosticta polychromatica
Drepanosticta polychromatica är en trollsländeart som beskrevs av Fraser 1931. Drepanosticta polychromatica ingår i släktet Drepanosticta och familjen Platystictidae. IUCN kategoriserar arten globalt som otillräckligt studerad. Inga underarter finns listade i Catalogue of Life.